# SIGEVO
SIGEVO(Special Interest Group on Genetic and Evolutionary Computation)는 ACM(계산기 학회)의 유전·진화 연산 분과의 이름이다. SIGEVO는 해마다 정기 학술 대회인 GECCO(Genetic and Evolutionary Computation Conference)를 열고 있다. 워크샵 FOGA(Foundations of Genetic Algorithms)는 2년마다 열린다. SIGEVO의 전신은 ISGEC(International Society for Genetic and Evolutionary Computation)로 2005년에 ACM의 분과회가 되었다.
GECCO는 IEEE CEC나 PPSN과 함께 진화 연산 분야에서 중요한 학술 대회로 손꼽히고 있다.